# Björn Hübner-Fehrer
Björn Hübner-Fehrer (né Tauberbischofsheim, le 22 janvier 1986) est un escrimeur allemand pratiquant le sabre.
Il obtient en tant que réserve le titre par équipes lors des Championnats d'Europe d'escrime 2019.